# 圣玛丽亚-迪利科迪亚
圣玛丽亚-迪利科迪亚（義大利語：Santa Maria di Licodia）是意大利西西里大区卡塔尼亞廣域市的一个市镇。总面积26.23平方公里，人口7013人，人口密度267.4人/平方公里（2009年）。ISTAT代码为087047。